# Rojeve, Starîi Sambir
Rojeve (în ucraineană Рожеве) este un sat în comuna Ternava din raionul Starîi Sambir, regiunea Liov, Ucraina.

## Demografie
Componența lingvistică a localității Rojeve
     Ucraineană (100%)
Conform recensământului din 2001, toată populația localității Rojeve era vorbitoare de ucraineană (100%).